# Syrische Soziale Nationalistische Partei

Logo der Syrischen Sozialen Nationalistischen Partei

Die Syrische Soziale Nationalistische Partei (SSNP, arabisch الحزب السوري القومي الإجتماعي, DMG al-Ḥizb as-Sūrī al-Qaumī al-Iǧtimāʿī, französisch oft übersetzt als Parti Populaire Syrien) ist eine ultranationalistische politische Partei in Syrien und im Libanon. Sie tritt für die Gründung eines Nationalstaats ein, der das heutige Syrien, den Libanon, die türkische Provinz Hatay, die Gebiete des ehemaligen britischen Mandatsgebiets Palästina (Palästinensische Autonomiegebiete und Israel), Jordanien, Irak und Kuwait in einem Großsyrien vereinigt.
Die Partei wurde 1932 in Beirut gegründet und hat in der libanesischen Politik mehrfach eine bedeutende Rolle gespielt. Sie war an den gescheiterten Staatsstreichen 1949 und 1961 beteiligt. Sie war aktiv im Widerstand gegen die israelische Besetzung seit dem Libanonkrieg 1982. Sie ist jetzt Teil des pro-syrischen Blocks, zu dem die Amal-Bewegung und die Hisbollah gehören, hat aber in der Bevölkerung nur beschränkte Unterstützung. In Syrien wurde die SSNP in den frühen 1950er-Jahren eine politische Kraft; sie wurde aber 1955 völlig unterdrückt und erst 2005 legalisiert, als sie in die von der syrischen Baath-Partei geführte Nationale Fortschrittsfront eintrat. Im Zuge des syrischen Bürgerkriegs spaltete sich der syrische Zweig in zwei Flügel, einen von Assaad Hardan aus dem Libanon geführten Teil, der zur regierenden NPF gehört und einen von Ali Haidar geführten Zweig, die „Syrische Soziale Nationalistische Partei (al - Intifada)“, ein Bestandteil des im syrischen Parlament vertretenen Oppositionsbündnisses „Volksfront für Wandel und Freiheit“.

## Gründung
Die SSNP wurde durch Antun Sa'ada gegründet, einem aus einer griechisch-orthodoxen Familie stammenden Journalisten. Sa'ada war 1919 im Alter von 15 Jahren nach Südamerika emigriert. Nach seiner Rückkehr in den Libanon etwa zehn Jahre später arbeitete er als Journalist und Dozent an der Amerikanischen Universität Beirut für Zivilisation des Nahen Ostens. Im November 1932 gründete er die ersten Zellen der Syrischen Sozialen Nationalistischen Partei, die während der ersten drei Jahre ihres Bestehens nur im Untergrund arbeitete. Nachdem die Partei begann, öffentlich aktiv zu werden, wurde sie schnell ein Objekt der Unterdrückung durch die französische Mandatsverwaltung. Sa'ada wurde einige Male verhaftet und emigrierte 1938 erneut nach Südamerika.

## Anlehnung an den europäischen Faschismus
Die von ihm gegründete Partei entsprach in ihrer Organisation den europäischen faschistischen Parteien, Organisationen und Bewegungen der 1930er Jahre. Der Politikwissenschaftler Gilbert Achcar bezeichnet sie als „ein(en) levantinischen Klon der NSDAP in fast jeder Hinsicht: in ihrer politischen Ideologie, einschließlich der Aufklärungsfeindlichkeit, und ihrer geographisch-rassisch-nationalistischen Theorie mit pseudowissenschaftlichem Anstrich ebenso wie in der Organisationsstruktur und im Führerkult. Sogar die Parteifahne in Rot und Schwarz mit einer vierzackigen Schraube anstelle des Hakenkreuzes ist der Nazi-Fahne nachempfunden“.
Die Hymne der Partei entstand in starker Adaption des Lieds der Deutschen. Ihr Text „Syrien, Syrien über alles“ war eine direkte Kopie der ersten Strophe, zumal die gleiche Melodie verwendet wurde.
Die namentliche Ähnlichkeit zwischen „sozial nationalistisch“ und „nationalsozialistisch“ wird von einigen als Indiz für eine ideologische Verwandtschaft angeführt. Im Arabischen besteht diese Ähnlichkeit allerdings nicht (iǧtimāʿī steht hier für „sozial“, ishtiraki für „sozialistisch“ in der gebräuchlichen arabischen Bezeichnung für NSDAP).
Die Partei hatte eine autoritär-hierarchische Struktur und einen über uneingeschränkte Vollmachten verfügenden Führer. Ihre Ideologie war ein dezidiert säkularer Nationalismus, der die vollständige Trennung von Religion und Politik als Bedingung für wirkliche nationale Einheit vorsah. Als zweite Bedingung waren wirtschaftliche und soziale Reformen vorgesehen.

## Ideologie
Die SSNP lehnte den Panarabismus anfänglich völlig ab. Sa'adas pansyrisches Konzept einer Nation war ein geographisches, nicht ein durch Ethnie, Sprache oder Religion bestimmter Entwurf. Darum glaubte er, dass die Araber keine Nation bilden können. Der Vordenker der Arabischen Nationalisten Sati' al-Husri schloss, dass Sa'ada den arabischen Nationalismus „falsch vertrat“, indem er ihn fälschlich mit dem Image der Araber als Beduinen und dem moslemischen Sektentum gleichstellte. Der Historiker Maher Charif sieht Sa'adas Theorie als Reaktion auf die religiöse Diversität Syriens und nennt die spätere Ausweitung von Sa'adas Vision einer syrischen Nation, welche den Irak, ein anderes Land mit beachtlicher religiöser Diversität, mit einschloss, als einen Beweis hierfür. Die Partei akzeptierte, dass wegen „religiösen und politischen Überlegungen“ die Existenz eines eigenständigen Staates Libanon für eine bestimmte Zeit erforderlich ist.
Der deutsche Konsul in Beirut berichtete im November 1935 nach Berlin über die Aufdeckung eines von Sa'ada geführten Umsturzversuchs. Dabei habe ihn dieser im Frühjahr gebeten, von Deutschland militärisches Training und Waffenlieferungen zu erhalten, er habe diese Bitte aber entschieden zurückgewiesen. Sa'adas spätere Ablehnung von Faschismus und Nationalsozialismus wird mit dieser Zurückweisung begründet.
Der libanesische Historiker Kamal Salibi gibt eine abweichende Interpretation und deutet auf die Position der Griechisch-Orthodoxen Gemeinschaft als eine große Minderheit sowohl in Syrien als auch im Libanon, für die „das Konzept des Pansyrentums bedeutungsvoller war als das Konzept des Arabismus“, da sie zu der Zeit im Libanon der Dominanz der Maroniten entgegenstanden. Sa'ada hat, Salibi zufolge

„unter seinen Konfessionsangehörigen eine fertige Gefolgschaft gefunden. Seine Idee eines säkularen Pan-Syrentums erwies sich auch für viele Drusen und Schiiten als attraktiv; für andere Christen als die Griechisch-Orthodoxen, einschließlich einiger Maroniten, die von sowohl dem Libanonismus als auch dem Arabismus abgestoßen waren; und auch für viele sunnitische Moslems, die dem Säkularismus einen hohen Wert beimaßen und die fühlten, dass sie viel mehr mit den Syrern gemeinsam hatten, gleich welche Religion oder Benennung, als mit den anderen Sunniten oder moslemischen Arabern sonstwo. Hier ist erneut die Idee des Nationalismus ausgebrochen, die ausreichend glaubwürdig war, um ihn gültig zu machen. Im libanesischen Kontext allerdings wurde er ein Deckmantel für die etwas mehr archaische, grundsätzliche Griechisch-Orthodoxe Eigenständigkeit.“

Von 1945 an nahm die Partei einen etwas nuancierteren Standpunkt hinsichtlich des arabischen Nationalismus an, wobei die Einheit Syriens als erster Schritt zu einer von Syrien geführten Arabischen Union gesehen wurde.

## Die Partei im Libanon
Sa'ada kehrte 1947 in den Libanon zurück. Nach der Absage der Parlamentswahlen 1949, in welchen sich Sa'ada einen Wahlerfolg versprochen hatte, versuchte die Partei einen Staatsstreich, der fehlschlug. Sa'ada floh nach Syrien, aber der syrische Diktator Husni az-Za'im lieferte ihn an die libanesischen Behörden aus, wo er hingerichtet wurde.
In diesen Jahren wurde die Partei als rechtsgerichtet, antikommunistisch und pro-westlich eingestuft. An der Libanonkrise 1958 nahmen die Parteimitglieder auf Regierungsseite teil und kämpften gegen arabische nationalistische Rebellen im nördlichen Libanon. Die Partei wurde in der Folgezeit legalisiert.
Im Jahre 1961 startete die Partei einen weiteren Übernahmeversuch, der zur erneuten Verfolgung und der Inhaftierung vieler ihrer Führer führte. Die SSNP-Mitglieder diskutierten im Gefängnis ihre Ideologie, die unter den Einfluss des Marxismus und anderer Ideen der Linken geriet. Zum Beginn der 1970er-Jahre erlebte die Partei eine beachtliche ideologische Transformierung. Sie war nun linksgerichtet und dem Arabischen Nationalismus gegenüber nicht mehr ablehnend. Diese ideologische Wendung führte allerdings zu Abspaltungen von kleineren Gruppierungen, die nach wie vor den Gedanken Sa'adas folgten.

### Bürgerkrieg, Widerstand
Die Bewährungsprobe für diese neue Ausrichtung kam 1975 mit dem Ausbruch des libanesischen Bürgerkriegs. Die SSNP-Milizen kämpften an der Seite der Libanesischen Nationalbewegung gegen die Phalangisten und deren rechtsgerichtete Verbündete. Eine wichtige Entwicklung war auch die Knüpfung der Kontakte zwischen der Partei und ihrem früheren erbitterten Feind, der syrischen Baath-Partei.
Nach der israelischen Invasion im Libanonkrieg 1982 und der folgenden Aufreibung der linken Kräfte haben einige linke Organisationen sich umgruppiert, um am Widerstand gegen die israelische Besetzung teilzunehmen. Zwischen der Libanesischen Kommunistischen Partei, der Baath-Partei und einigen kleineren linksgerichteten Gruppen spielte die SSNP eine wichtige Rolle dabei. Eine der frühesten bekannten Aktionen der Partei im Widerstand war die Tötung von zwei israelischen Soldaten in einem Café auf der Rue Hamra in West-Beirut durch das Parteimitglied Chalid Alwan. Ein Parteimitglied, Habib Shartouni, war auch verantwortlich für das Bomben-Attentat auf den damaligen libanesischen Präsidenten Bachir Gemayel am 14. September 1982. Mehrere Selbstmordattentäterinnen, darunter Sana'a Mehaidli, waren Mitglied der Partei. Im Jahre 1983 trat die Partei in die Nationale Rettungsfront ein, die gegründet worden war, um die Umsetzung des von Israel und Gemayels Bruder und Amtsnachfolger Amin Gemayel unterschriebenen Abkommen vom 17. Mai zu verhindern.

### Seit Ende des Bürgerkrieges
Die SSNP blieb bis zum Rückzug der israelischen Truppen aus den besetzten libanesischen Gebieten im Jahre 2000 im Widerstand aktiv, obwohl die Rolle aller säkularisierten Gruppen in den späteren Jahren fast völlig im Schatten der militärisch und propagandistisch wirksamen, schiitischen fundamentalistischen Hisbollah stand.
Die SSNP nahm in der Debatte über die syrische Anwesenheit im Libanon eine pro-syrische Position ein. Die politische Anhängerschaft ist jetzt eher begrenzt. Im libanesischen Parlament ist sie zurzeit mit drei Abgeordneten vertreten.

## Die Partei in Syrien

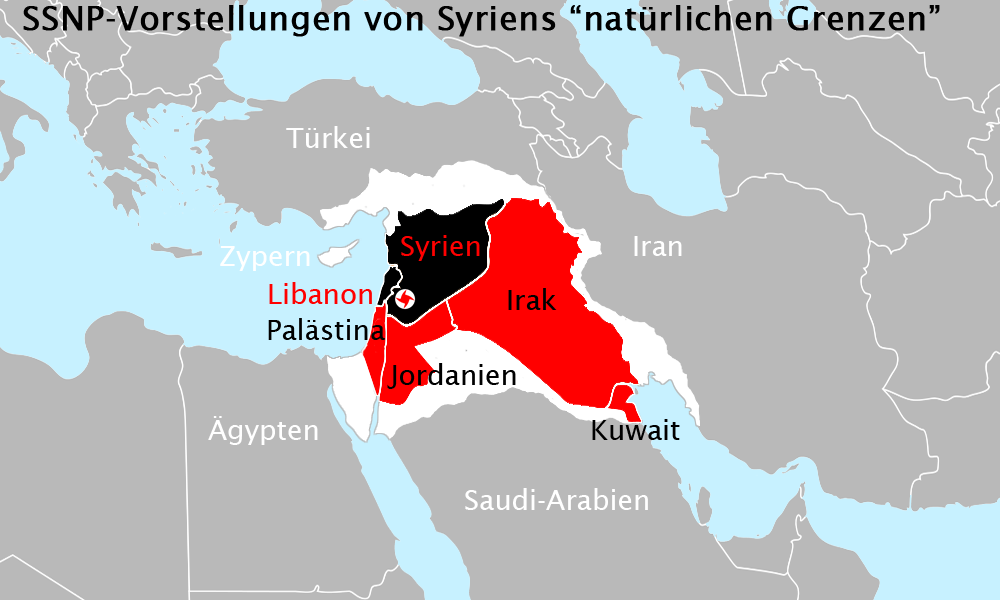
In der Vorstellung eines extremen Flügels der SSNP erstreckt sich "Großsyrien" über den gesamten "Fruchtbaren Halbmond" (rot) und darüber hinaus (weiß). Minimalziel ist die (Wieder-)Vereinigung des Libanon mit Syrien (schwarz).

In Syrien wuchs die SSNP in den Jahren, die auf die Unabhängigkeit des Landes im Jahre 1946 folgten, in eine Position mit beachtlichem Einfluss und sie war direkt nach der Wiederherstellung der Demokratie im Jahre 1954 eine wichtige politische Kraft. Sie war zudem ein ernster Gegner der Syrischen Kommunistischen Partei und der radikal pan-arabischen Baath-Partei, den anderen beiden wichtigen Parteien im Syrien dieser Zeit. Im April 1955 fiel Colonel Adnan al-Malki, ein bekannter führender Baathist in der syrischen Armee, einem Attentat durch ein SSNP-Parteimitglied zum Opfer. Kommunisten und Baathisten nutzten diese Gelegenheit, um ihren politischen Hauptrivalen auszuschalten. Unter ihrem Druck wurde die SSNP als politische Kraft in Syrien praktisch ausgelöscht.
Der Standpunkt der SSNP während des Bürgerkriegs im Libanon stimmte mit dem Syriens in etwa überein. Das ermöglichte eine Wiederannäherung zwischen der Partei und der syrischen Regierung. Während der Präsidentschaft von Hafiz al-Assad wurde die Partei zunehmend toleriert. Nach der Nachfolge durch seinen Sohn Baschar al-Assad im Jahre 2000 setzte sich dieser Prozess fort. Obwohl immer noch offiziell verboten, durfte die Partei ab 2001 an Treffen der von der Baath-Partei geführten Nationalen Fortschrittsfront als Beobachter teilnehmen. Im Frühjahr 2005 wurde die SSNP als erste nicht auf Sozialismus und Arabismus ausgerichtete Partei in Syrien legalisiert. Es wird angenommen, dass die Partei mit vielleicht 90.000 Mitgliedern nach der Baath-Partei eine der größten politischen Partien des Landes ist. Im Zuge des syrischen Bürgerkriegs spaltete sich die Partei: Ein von Assaad Hardan im Libanon und Issam al-Mahayri geführter Zweig verblieb in der regierenden Nationalen Progressiven Front, ein oppositioneller Teil unter Ali Haidar, die „Syrische Soziale Nationalistische Partei (al - Intifada)“, der vom syrischen Staat nicht lizenziert wurde, gründete zusammen mit der Partei des Volkswillens die oppositionelle Volksfront für Wandel und Freiheit. Am Tag der Gründung, dem 2. Mai 2012, wurden Haidars Sohn Ismail und andere Parteimitglieder von regimefeindlichen Milizen in Homs ermordet.
Im Zuge des Syrischen Bürgerkrieges erstarkte die SSNP in Syrien und ging ein taktisches Bündnis mit der syrischen Zentralregierung ein. Milizen der SSNP beteiligen sich auf der Seite syrischer Regierungstruppen an Kämpfen an mehreren Fronten.

## Die Partei weltweit

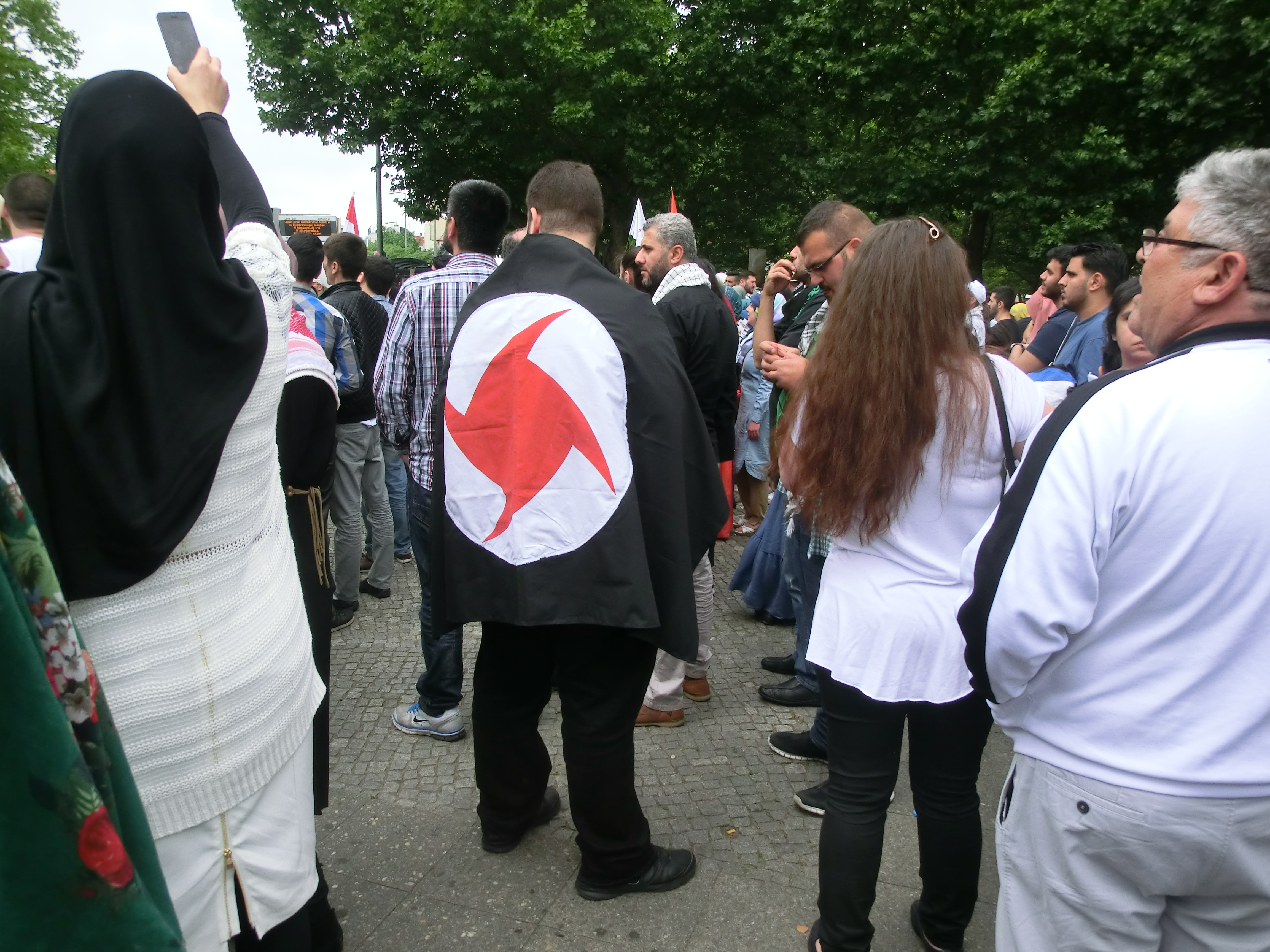
Flagge der SSNP auf einer Demonstration in Berlin, 2015

Abgesehen von Libanon und Syrien hat die Partei auch eine Anhängerschaft in der libanesischen und syrischen Diaspora. Die Partei unterhält Zweige in Australien, den USA, Brasilien, Argentinien und verschiedenen Staaten Westeuropas. Sie ist weniger populär im Rest des Nahen Ostens und hat sehr wenige Anhänger in Jordanien und in den palästinensischen Autonomiegebieten.